# Angela Maria
 (novembre 2023).
Le contenu est difficilement compréhensible vu les erreurs de traduction, qui sont peut-être dues à l'utilisation d'un logiciel de traduction automatique.
Abelim Maria da Cunha, dite Angela Maria (née le 13 mai 1929 à Conceição de Macabu, État de Rio de Janeiro, et morte le 29 septembre 2018 à Sao Paulo, État de Sao Paulo) est une chanteuse et actrice brésilienne.
Elle a été élue Reine de la radio en 1954 et est considérée comme la chanteuse la plus populaire du Brésil durant cette décennie.

## Biographie
Abelim Maria da Cunha est née le 13 mai 1929 à Conceição de Macabu, dans l'État de Rio de Janeiro, au Brésil. Issue d'une famille modeste, sa mère était femme au foyer, et son père, pasteur d'une église évangélique. À cause de cela, en tant qu'enfant, elle a chanté dans la chorale d'une église baptiste près de chez elle. Par conséquent, elle apprenait à aimer la musique et l'univers des mélodies.
Durant son enfance et son adolescence, elle a vécu dans les villes de Niterói, São Gonçalo et Nova Iguaçu. Au cours de sa jeunesse, elle a travaillé comme emballeuse dans une fabrique de lampes, ainsi que tisserande dans une industrie textile, mais a toujours voulu être chanteuse. À cette époque, elle composait déjà ses premières chansons. La jeune femme voulait travailler à la radio et réussir, mais son père était contre parce qu'il était très religieux, voulant que sa fille se convertisse à la religion évangélique et se marie tôt. Cependant, elle ne voulait pas vivre selon les idéaux de son père et a poursuivi son grand rêve, qui était de chanter. Elle s'est inscrit à plusieurs concours radiophoniques et a réussi la plupart d'entre eux.
Elle était engagée pour chanter à la radio et participait à des feuilletons radio sans en informer son père à ce sujet. Elle lui inventait un cours de couture auquel elle devait assister après son travail. Elle modifiait sa voix de manière plus douce pour que sa famille ne puisse pas la reconnaître.

### Carrière
En 1947, à l'âge de dix-neuf ans, elle travaille de jour comme de nuit, essayant par tous les moyens de se faire une place dans un programme musical. Elle chante pour le programme d'étudiants de première année, Pescando Estrelas de Rádio Clube do Brasil. Elle a adopté le nom Ângela Maria pour ne pas être identifiée par la famille, qui n'était pas au courant de son activité de chanteuse. Elle obtient les meilleures notes et remporte toutes les compétitions. Très sollicitée, elle choisit de chanter sur la célèbre Dancing Avenida situé Avenida Rio Branco à Rio de Janeiro et plus tard, pour la radio Mayrink Veiga.
En 1951, la famille connaissant déjà tout et acceptant même à contrecœur la volonté de leur fille, Angela enregistre son premier album. Ainsi vint le succès qui l'accompagnerait toujours.
Avec beaucoup de succès au Brésil, elle a voyagé à travers le monde, avec de belles chansons avec une voix considérée comme très harmonieuse. En plus du chant, elle suit des cours de théâtre et joue au cinéma dans le long métrage Portugal, Minha Saudade en 1973.
Angela s'établit comme l'un des grands interprètes de genre samba-canção (sous-genre de la samba a émergé dans les années 1930), à côté de Maysa, Nora Ney et Dolores Duran.
Elle a enregistré des dizaines de hits comme Não Tenho Você, Babalu, Cinderela, Moca Bonita, VA, plus Volte, Garota Solitária, Falhaste Coração, Paraguaio Canto, A Noite e un adieu, les gens humbles, les lèvres mel, etc.
En 1994, elle a été honorée par le "Escola de Samba Paulistana Rosas de Ouro", avec Tangle "Sapoti" a été consacré Champion du Carnaval de São Paulo, cette année-là.
En 1996, elle a été embauchée par l'enregistreur Sony Music et a publié le CD et ses amis, avec la participation de plusieurs artistes tels que Roberto Carlos, Gal Costa, Caetano Veloso, Alcyone, Fafá de Belém, entre autres. Le travail a été un succès, célébré dans un spectacle au Metropolitan, maintenant Claro Hall of Rio de Janeiro, et un accent particulier sur Rede Globo. Le disque s'est vendu à plus de 500 mille exemplaires.
Ce fut une phase de son très heureux chanteur qui, l'année suivante, a présenté l'album Pela Saudade que me Invade (Um Tributo a Dalva de Oliveira) avec les plus grands succès de Dalva de Oliveira, et une carrière de l'année enregistrée plus tard avec Agnaldo Timóteo, le CD Só Sucessos, également la liste des cent albums nationaux les plus vendus. Après avoir quitté Sony, Ângela réenregistré en 2003, cette fois par Lua, Disco Discos de Ouro, avec un biais éclectique, couvrant des compositeurs allant de Djavan à Dolores Duran.
En 2011, après 45 années de l'émergence d'une série Depoimentos Posteridade le Musée de l'Image et du Son à Rio de Janeiro, elle a été invitée le 23 août à faire consigner son histoire. Dans l'interview, elle a raconté des passages importants de sa carrière artistique, affirmant avoir enregistré 114 albums et vendu près de 60 millions d'exemplaires.

### Mort
Angela Maria est décédée  à l'âge de 89 ans des suites d'une pneumonie, qui a provoqué une septicémie et plus tard un arrêt cardiaque à São Paulo le 29 septembre 2018.
Elle avait été hospitalisée à l’hôpital Sancta Maggiore de São Paulo pendant 34 jours à la suite d'une infection abdominale et deux accidents vasculaires cérébraux. Les funérailles et l'inhumation eurent lieu le 30 septembre 2018 au cimetière de Congonhas, également dans la zone sud de São Paulo.
Elle est enterrée auprès de son ami, Cauby Peixoto. Les deux chanteurs étaient amis depuis 77 ans et avaient sorti trois albums musicaux ensemble. Angela Maria avait confié à ses proches qu'elle et Cauby Peixoto désiraient être enterrés ensemble.

## Discographie
- 1955 –	A Rainha Canta
- 1956 –	Sucessos de Ontem na Voz de Hoje
- 1956 –	Angela Maria Apresenta
- 1957 –	Quando Os Maestros Se Encontram Com Angela Maria
- 1958 –	Para Você Ouvir e Dançar
- 1962 –	Incomparável
- 1962 –	Canta Para o Mundo
- 1965 –	Boneca
- 1969 –	Quando a Noite Vem
- 1969 –	Angela em Tempo Jovem
- 1970 –	Angela de Todos os Temas
- 1975 –	Angela
- 1980 –	Apenas Mulher
- 1982 –	Estrelas da Canção
- 1984 –	Sempre Angela
- 1985 –	Angela Maria
- 1987 –	Angela Maria
- 1996 –	Amigos
- 1997 –	Pela Saudade Que Me Invade: Tributo A Dalva de Oliveira
- 2006 –	Não Tenho Você

## Filmographie
- 1954 – Rua Sem Sol
- 1955 – O Rei do Movimento
- 1956 – Fuzileiro do Amor
- 1956 – Com Água na Boca
- 1956 – Fugitivos da Vida
- 1956 – O Feijão é Nosso
- 1956 – Tira a mão daí!
- 1957 – Rio, Zona Norte
- 1957 – Feitiço do Amazonas
- 1957 – Metido a Bacana
- 1957 – O Negócio Foi Assim
- 1957 – O Samba na Vila
- 1957 – Rio Fantasia
- 1959 – Quem Roubou Meu Samba?
- 1959 – Dorinha no Society
- 1961 – América de Noite
- 1961 – Caminho da Esperança
- 1966 – 007 1/2 no Carnaval
- 1967 – Carnaval Barra Limpa
- 1973 – Portugal...Minha Saudade
- 1975 – A Extorsão